# ユーロコプター EC 725
EC 725 カラカル
EC 725 カラカル
- 用途：輸送, 救難
- 分類：大型多用途ヘリコプター
- 製造者：ユーロコプター
- 運用者

  -  フランス（フランス空軍・陸軍）他
- 初飛行：2000年11月27日
- 運用状況：現役

ユーロコプター EC 725 カラカル (Eurocopter EC 725 Caracal) は、ユーロコプター（現エアバス・ヘリコプターズ）社が開発した大型多用途ヘリコプター。シュペルクーガー(Super Cougar)とも呼ばれる。顧客であるフランス空軍の要求に従い、操縦士2名を含め最大で29名の兵員を輸送できる軍用長距離双発ヘリコプターである。AS 532を発展させる形で開発され、民間向けに同様の性能を持つEC 225もあるが、いずれもAS 332L2をベースにしている。主に兵員輸送、災害救助、捜索救難向けとしてマーケットに出されている。

## 来歴
フランス空軍から掲示があった戦闘捜索救難 (CSAR) ヘリコプターの要求仕様に応えるため、ユーロコプターは1996年から1999年にかけてAS 532A2（AS 332L2の軍用型）の広範な試験を行ったが、フランス空軍はこれを不合格にした。
ユーロコプターはより野心的に設計したEC 725を開発し、2000年11月27日に初飛行を成功させた。これは2001年1月15日に初公開され、フランス空軍の興味を引き、戦闘捜索救難ヘリコプターとして2005年2月にまで納入期限つきで6機を発注した。翌年の2002年にはフランス陸軍が8機を発注している。2008年にブラジルが海外で初めて採用したのを皮切りに、輸出も行われている。
ユーロコプターの社名変更に伴い、現在はH225Mと改称されている。

## 設計
本機の設計は、アエロスパシアル時代に設計されたAS 532 クーガー（AS 332 シュペルピューマの軍用型）を発展させたものとなっている。
主たる改良点は、主ローターを複合材料製の5枚ブレード式としたことである。エンジン制御にはFADEC、コクピットにはアクティブ・マトリクス駆動による液晶ディスプレイが採用された。また、戦闘捜索救難任務に対応するため、自衛用のFN MAG機関銃2丁、レーダー警戒受信機、チャフ・フレアディスペンサーを搭載するほか、兵装システム「HForce」の搭載により攻撃用兵装としてガンポッドやロケット弾ポッドを機体側面に装備できる。
空中給油プローブを装備して航続距離を伸ばすことも可能。さらに、捜索レーダーに加えてFLIRを搭載することで、夜間の救難任務にも対応できる。

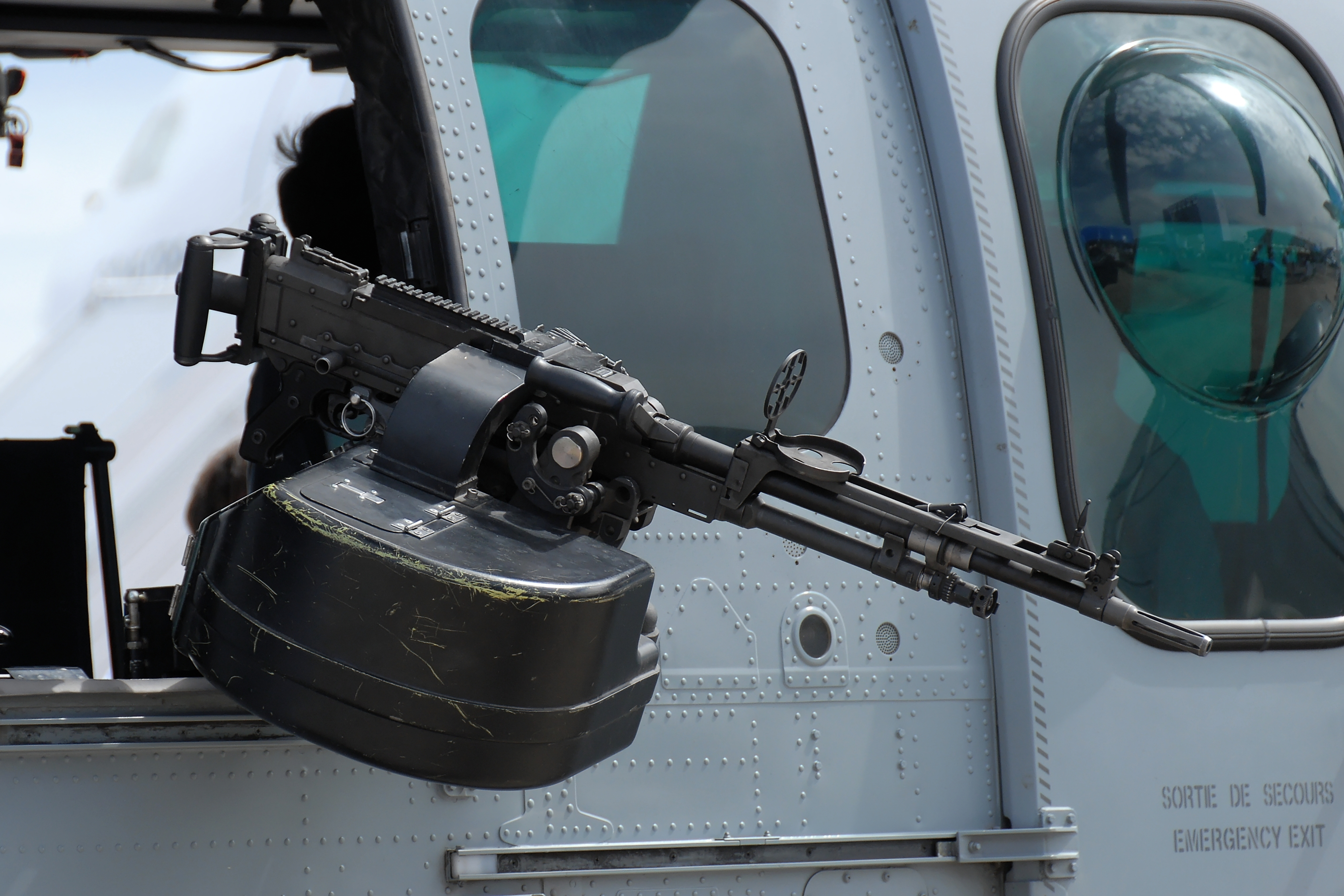
ドアガンとして装備されたFN MAG軽機関銃
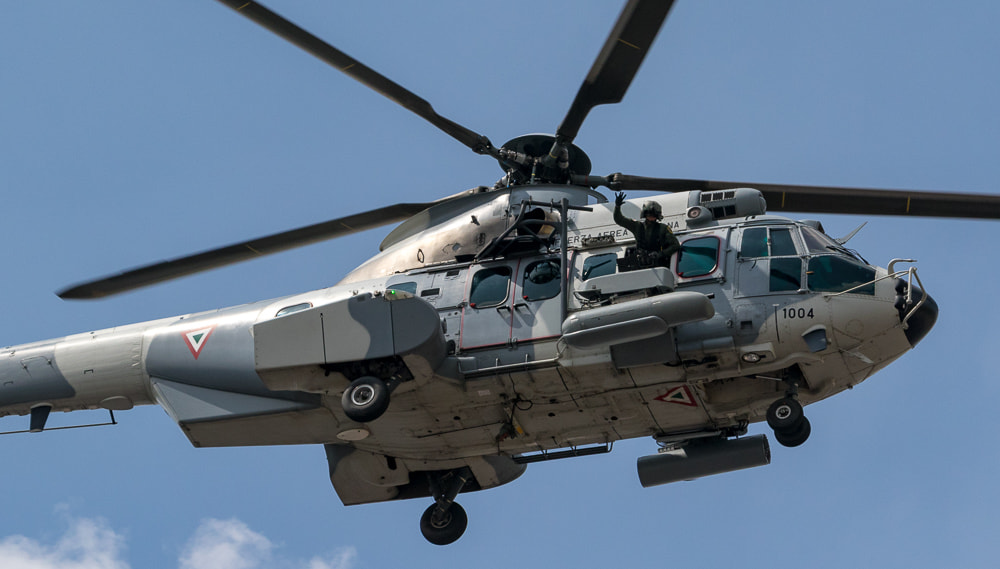
ガンポッドとロケット弾ポッドで武装した状態（メキシコ空軍機）

## 運用者
- フランス

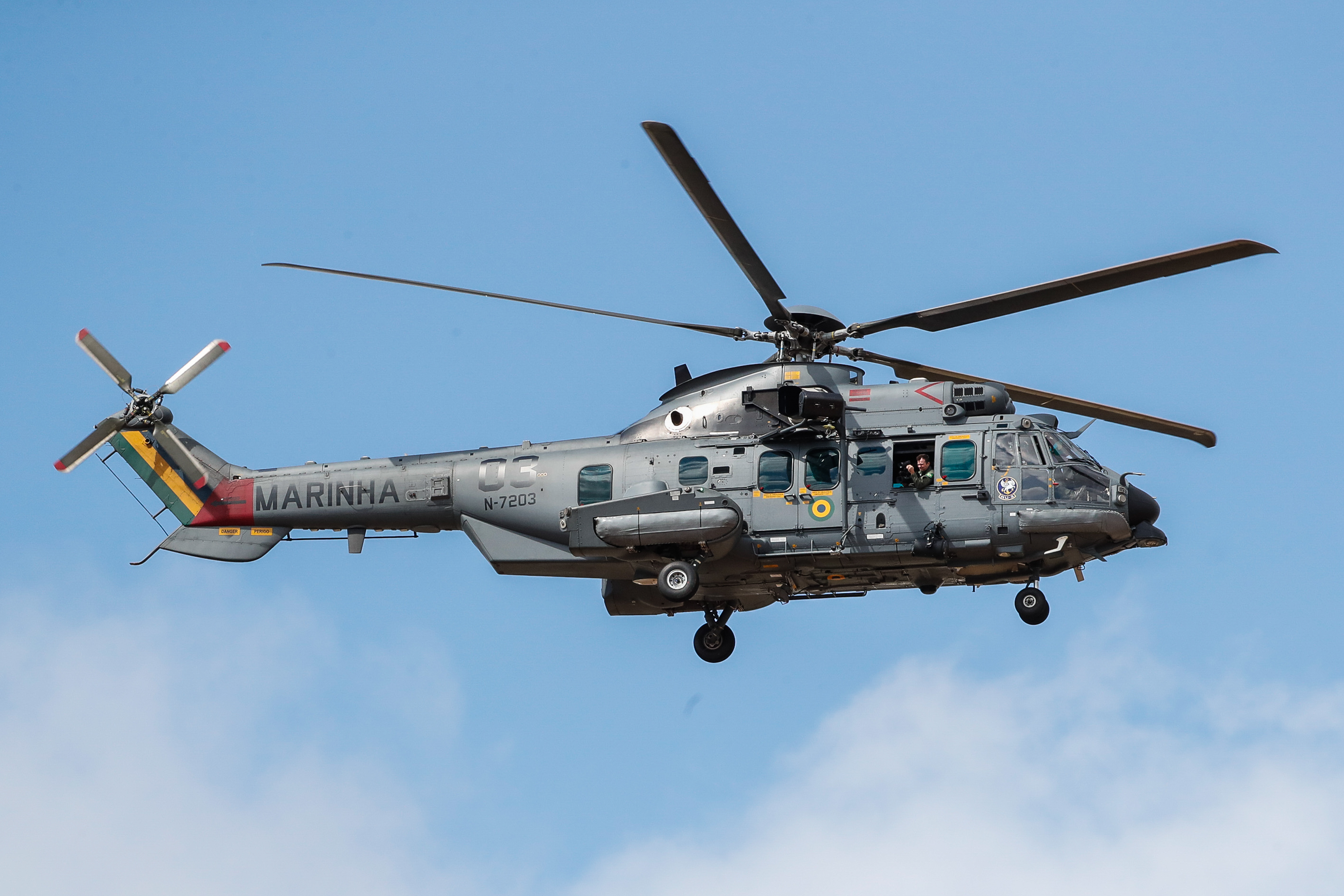
ブラジル海軍機

  - フランス航空宇宙軍 - 戦闘捜索救難（CSAR）機。2024年時点で11機[2]。
  - フランス陸軍 - 特殊作戦機。2023年時点で8機[3]。
- ブラジル
- インドネシア
- イラク
  - イラク陸軍 - 2024年9月に14機のH225Mを発注し、2025年4月30日に最初の2機が納入された[4]。
- クウェート
- マレーシア
- メキシコ
- タイ
- シンガポール
- ウズベキスタン
  - ウズベキスタン空軍および防空軍　- 2023年時点で8機のH225Mを保有している[5]。

## 仕様 (EC 725)
出典: Eurocopter.com
諸元
- 乗員: 1または2
- 定員: 28名
- 全長: 19.50 m （63.98 ft）
- 全高: 4.60 m （15.09 ft）
- ローター直径: 16.20 m （53.14 ft）
- 空虚重量: 5,330 kg （11,750 lb）
- 運用時重量: 5,670 kg （12,500 lb）
- 有効搭載量: 11,000 kg （24,250 lb）
- 最大離陸重量: 11,200 kg （24,700 lb）
- 動力: チュルボメカ マキラ 2A1 ターボシャフト、1,800 kW （2,413 shp）   × 2

性能
- 超過禁止速度: 324 km/h=M0.26
- 最大速度: 324 km/h=M0.26 （175 kt）
- 巡航速度: 285 km/h=M0.23 （154 kt）
- 航続距離: 857 km （463 海里）
- 実用上昇限度: 6,095 m （20,000 ft）
- 上昇率: 3.6 m/s （710 ft/min）

## 参照
1. ↑  エアバス・ヘリコプターズ・ジャパン株式会社 ニュース 製品名の変更について 2015年03月11日
2. ↑  IISS 2024, p. 94.
3. ↑  The International Institute for Strategic Studies (IISS) (2023-02-15) (英語). The Military Balance 2023. Routledge. p. 91. ISBN 978-1-032-50895-5
4. ↑  Gareth Jennings (2025年5月1日). “Iraq receives first H225M helicopters”. janes.com. 2025年5月2日閲覧。
5. ↑  The International Institute for Strategic Studies (IISS) (2023-02-15) (英語). The Military Balance 2023. Routledge. p. 206. ISBN 978-1-032-50895-5